# ノアザミ
ノアザミ（野薊、学名: Cirsium japonicum）はキク科アザミ属の多年草。日当たりのよい山野に生えていて、初夏から夏に花を咲かせるアザミのなかまの一種。深く切れ込んだ葉の縁にはとげがあり、花色は赤紫色や淡紅色のほか、白色もある。

## 名称
和名ノアザミは、「野アザミ」の意味で、アザミはこの仲間の植物（アザミ属）の総称である。アザミの由来については、一説には触ろうとするとトゲに刺されて「欺かれた」という意味からついた名とも言われている。別名を、コアザミともいう。中国植物名（漢名）は、大薊（たいけい）。
花言葉は、「触れないで」である。

## 分布と生育環境
ノアザミの分布域は広く、日本の本州（主に青森県日本海側以南）、四国、九州のほか、アジア大陸にも変種が分布する。丘陵近くの野原、山野、草原、道ばた、河川敷に自生し、日当たりのよいところでよく見かける。

## 特徴
多年生の草本。茎の高さは60 - 100センチメートル (cm) ほどになり、上部で枝分かれする。葉はタンポポにも似た形で、多形で変化があり、羽状に中裂し、葉縁にある鋸歯の先は硬くて鋭いとげになっている。茎につく葉は互生し、基部は茎を抱く。地際にある根生葉は花期まで残っている。
花期は初夏から夏（5 - 8月）で、アザミ属の中では春咲きの特徴をもつが、まれに10月まで咲いているものも見られる。花は、枝の頂に上向きに直立して頭花がつく頭状花序で、すべてが筒状花（管状花）で構成され、直径は4 - 5 cmある。花の色は紅紫色がふつうであるが、淡紫色であったり、まれに白色のものもあったりする。はじめは筒状花から雄しべが現れて、昆虫などが花を刺激すると、接触運動により雄しべから花粉が湧き出てきて、昆虫に花粉を与える。雄しべが引っ込むと、続いて雌しべが現れて、花粉をつけた昆虫の媒介によって受粉する。頭花の外側にある総苞は緑色の球形で、総苞片は反り返らず、直立して先端は鋭いとげになり、粘液を出して背面はよく粘る。

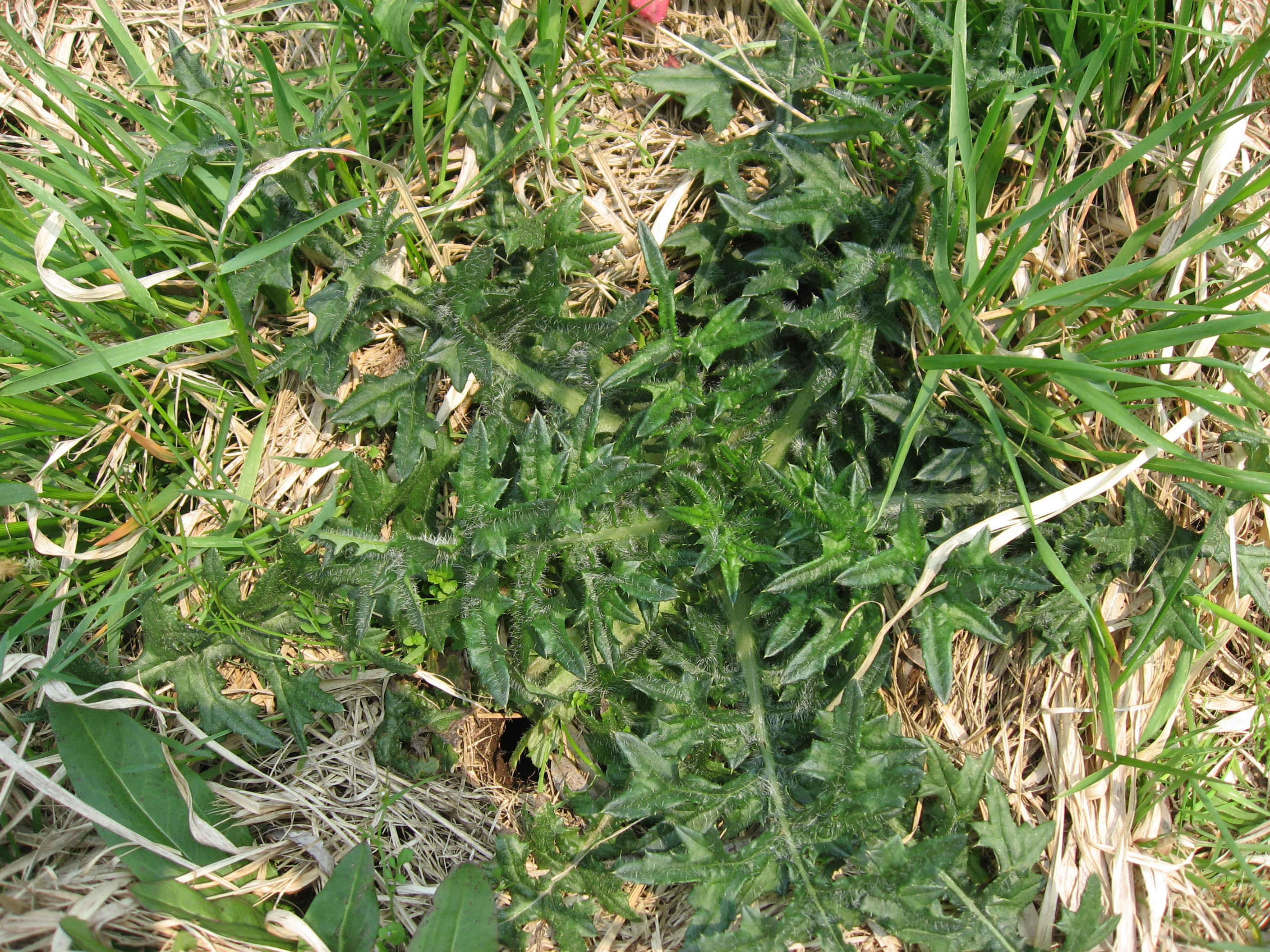
春のノアザミの根生葉
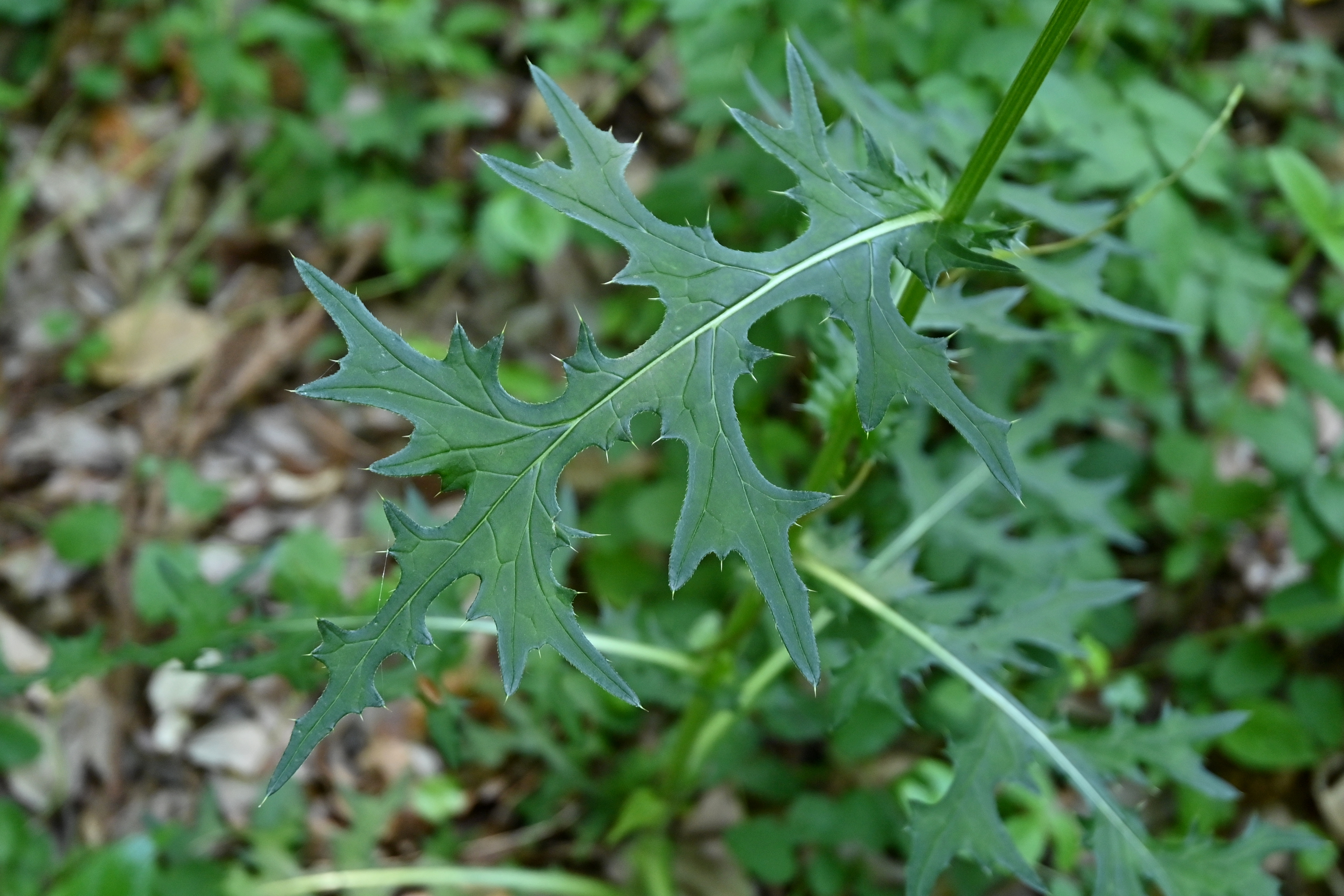
ノアザミの葉
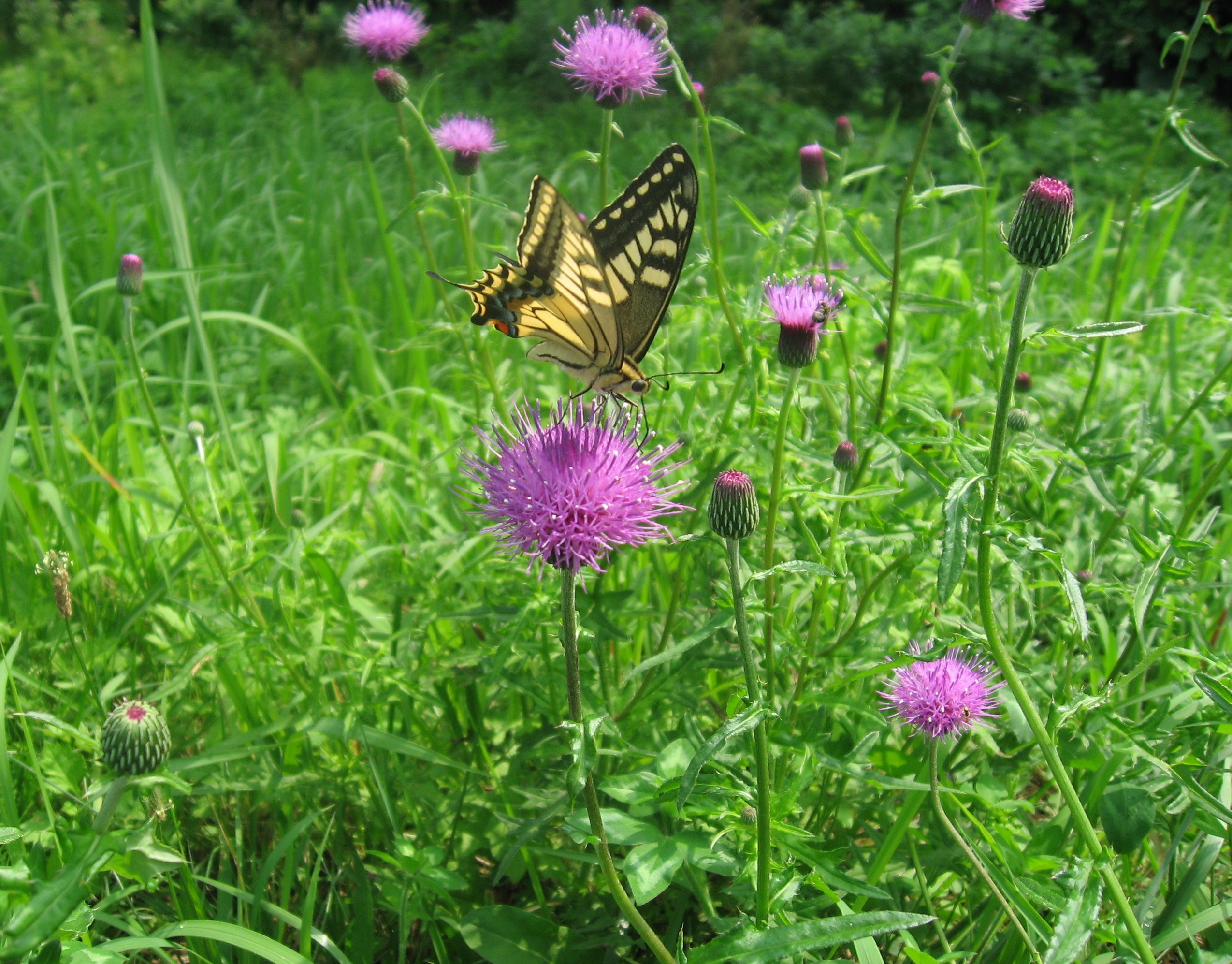
ノアザミとキアゲハ
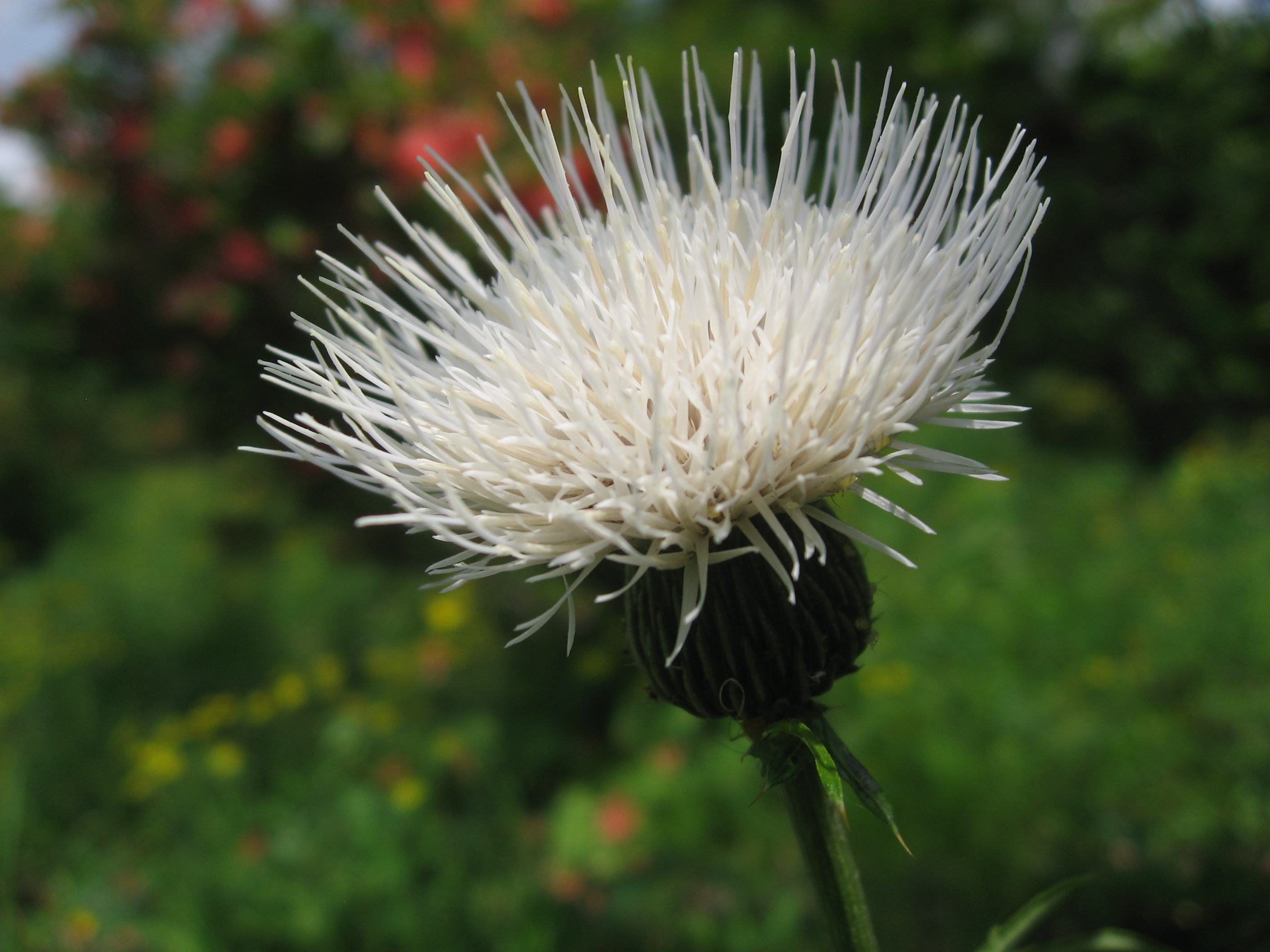
白花のノアザミ

## 栽培
夏から秋にかけて種を採取し、春に蒔く。土質は特に選ばず、排水が良い土壌で日当たりを好む性質がある。

## 利用
若い茎は山菜として食用になり、油炒めや煮物に調理されて食べられる。3 - 4月ころの葉を採って、葉についているとげは気にせず、天ぷらにして食べられる。地中部に20本ほどついている根も食べることができ、切り取って5分ほど煮てからきんぴらにして食べることが出来る。いずれの食べ方でも、香り高い食材として、おいしく食べられると評されている。
花期に掘り上げた天日干しした根の乾燥品は生薬になり、大薊（たいけい）とよばれるが、小薊（しょうけい）とも称され、生薬名は混乱している。茎葉の乾燥品を用いたり、生の茎葉を用いるときもある。健胃、利尿、消炎、腫れ物、催眠に薬効があるとされる。民間療法で全草10グラムを水300 - 400 ccで半量になるまで煎じて服用する用法が知られている。患部の熱をとって止血する薬草でもあり、各患部に熱感がある出血によいと言われ、鼻血、吐血、子宮出血に対して、1日量5グラムを600 ccの水で煎じて3回分服する用法が知られる。また、皮膚化膿症には生根の汁をそのまま飲んだり、患部に塗る用法もある。

## 近縁種

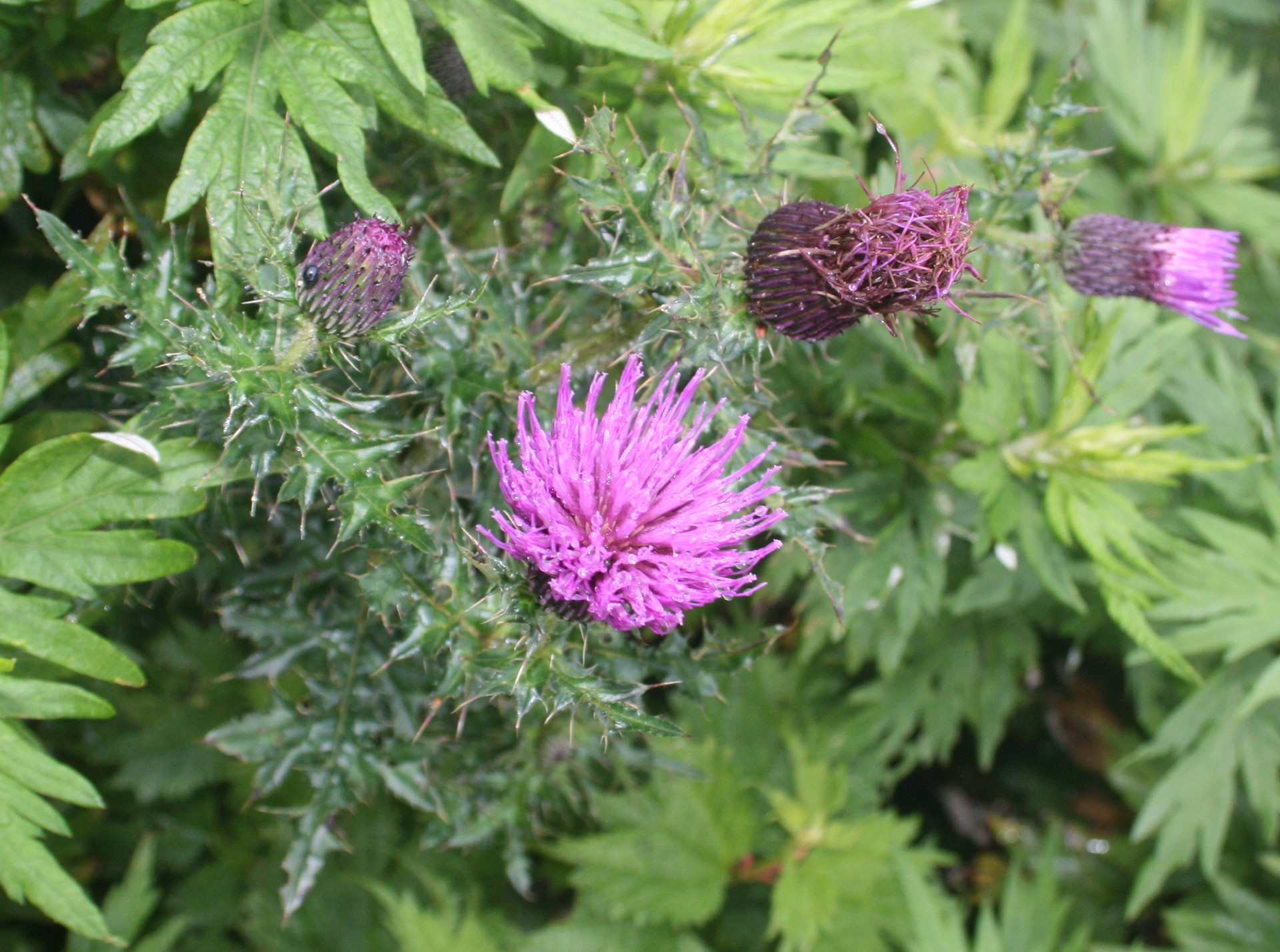
ミヤマコアザミ・伊吹山

アザミの仲間は多くの種類があり、分類は困難だと言われている。日本で見かけるアザミの仲間は100種類ほどあるが、春先に開花するアザミは、ほとんどが本種（ノアザミ）である。園芸品種のドイツアザミは、本種ノアザミを改良したものである。
- ノハラアザミ - 日本の本州中北部に多く分布するアザミ[2]。開花期は夏から秋で、花形はノアザミに似ている[12]。
- フジアザミ - 富士山周辺に多く見られるアザミで、頭花はかなり大きい[2]。